# Cordelia Heß
Cordelia Heß (* 1977 in Fulda) ist eine deutsche Historikerin und Hochschullehrerin.

## Leben
Sie studierte Geschichte, Skandinavistik sowie Kirchen- und Dogmengeschichte in Hamburg und Stockholm. Nach der Promotion 2007 in Hamburg wurde sie 2008 Postdoc in Stockholm in einem Projekt über Kleruskritik im Spätmittelalter. Sie erwarb die docentur 2013 in Stockholm. Von 2003 bis 2007 war sie wissenschaftliche Hilfskraft an der Universität Hamburg und von 2012 bis 2016 akademiforskare, gefördert von der Kungliga Vitterhets Historie och Antikvitets Akademien, währenddessen Gastaufenthalte an der Herzog August Bibliothek in Wolfenbüttel, dem Kantor Center und dem Historischen Institut an der Universität Tel Aviv und am Zentrum für Antisemitismusforschung an der TU Berlin. Von 2014 bis 2017 war sie associate professor an der Universität Göteborg, Institut für Historische Studien. Seit Wintersemester 2017 ist sie Inhaberin des Lehrstuhls für Nordische Geschichte in Greifswald.

## Schriften (Auswahl)
- Heilige machen im spätmittelalterlichen Ostseeraum. Die Kanonisationsprozesse von Birgitta von Schweden, Nikolaus von Linköping und Dorothea von Montau (= Europa im Mittelalter. Band 11). Akademie-Verlag, Berlin 2008, ISBN 978-3-05-004514-6 (zugleich Dissertation, Hamburg 2007).
- als Herausgeberin mit Jürgen Sarnowsky und Christina Link: Großschäfferei Königsberg I (Ordensfoliant 141) (= Schuldbücher und Rechnungen der Großschäffer und Lieger des Deutschen Ordens in Preußen. Band 1). Böhlau, Köln/Weimar/Wien 2008, ISBN 3-412-20134-0.
- Social imagery in Middle Low German. Didactical literature and metaphorical representation (= Studies in medieval and Reformation traditions. Band 167). Brill, Leiden/Boston 2013, ISBN 978-90-04-24775-8.
- als Herausgeberin mit Tobias Alm: Rechtspopulismus kann tödlich sein! Entwicklung und Folgen des Rechtsrucks in Skandinavien (= Reihe Antifaschistische Politik. Band 6). Ed. Assemblage, Münster 2013, ISBN 978-3-942885-29-4.
- als Herausgeberin mit Jonathan Adams: Fear and loathing in the North. Jews and Muslims in Medieval Scandinavia and the Baltic Region. Conference Fear and Loathing in the North: Muslims and Jews in Medieval Scandinavia and the Baltic Region, held in Stockholm on 10 - 11 June 2013. De Gruyter, Boston/Berlin 2015, ISBN 3-11-034646-X.
- als Herausgeberin mit Jonathan Adams: Revealing the Secrets of the Jews. Johannes Pfefferkorn and Christian Writings about Jewish Life and Literature in Early Modern Europe. De Gruyter, Berlin 2017, ISBN 3-11-052254-3.
- The Absent Jews. Kurt Forstreuter and the Historiography of Medieval Prussia. Berghahn Books, New York 2017, ISBN 1-78533-492-1.
- als Herausgeberin mit Jonathan Adams: The Medieval Roots of Antisemitism. Continuities and Discontinuities from the Middle Ages to the Present Day. Routledge, London 2018, ISBN 9781138630888.